# Myrmarachne eumenes
Myrmarachne eumenes är en spindelart som först beskrevs av Simon 1900.  Myrmarachne eumenes ingår i släktet Myrmarachne och familjen hoppspindlar. Inga underarter finns listade i Catalogue of Life.